# Deacon Blue
Deacon Blue — шотландская музыкальная группа, образованная в городе Глазго в 1985 году. Название группы было позаимствовано от названия песни «Deacon Blues» группы Steely Dan.
Вокалист и автор песен группы — Рики Росс. Музыкальный сайт AllMusic описывает стиль коллектива как «смесь попа, соула и комментариев на социальные темы» и пишет, что мелодии песен группы вдохновлены джазом и соулом.
По состоянию на 2012 год продажи записей коллектива достигли 6 миллионов экземпляров; в Великобритании двенадцать синглов группы побывали в Top 40, два альбома — на 1 месте.

## Дискография
- См. «Deacon Blue discography» в английском разделе.